# Anchorages ansökan om olympiska vinterspelen 1992
Inför olympiska vinterspelen 1992 var USA och Anchorage, Alaska en av kandidaterna till värdskapet. En kampanj bedrevs från 1984 och fram till 17 oktober 1996 då Albertville valdes som värdstad på den 91:a IOK-sessionen i Lausanne.
Redan på 1950-talet föreslogs det att Anchorage skulle arrangera ett olympiskt spel, men först 30 år senare blev planerna verklighet. Anchorage med sina 250 000 invånare, planerade att arrangera spelen tillsammans med Fairbanks där de planerade att ha bland annat bob och rodel. De två städerna i Alaska var en av de fyra sökande om USA:s ansökan till olympiska vinterspelen 1992, de övriga tre var Lake Placid, Reno-Tahoe och Salt Lake City. Ancorage valdes ut av USOC 1985,och fick därmed klartecken att ansöka hos IOK. De andra städer som ansökte om spelen var Albertville, Frankrike, Berchtesgaden, Tyskland, Cortina d'Ampezzo, Italien, Lillehammer, Norge, Falun, Sverige och Sofia, Bulgarien. Det som talade emot att USA skulle få arrangera spelen var att nordamerikanska städer hållit i spelen 1980 och 1988 och majoriteten av IOK:s ledamöter var från Europa. Den 17 oktober 1986 på IOK:s 91:a kongress i Lausanne valdes Albertville, Frankrike till arrangör av olympiska vinterspelen 1992. Anchorage åkte ut i den andra omgången och blev sexa i omröstningen. I första omgången fick Anchorage 7 av de 84 rösterna, i den andra omgången minskade antalet till 5 röster.
Senare ansökte Anchorage även om olympiska vinterspelen 1994.